# Lusašogh
Lusašogh (conosciuto anche come Lusashogh, in armeno Լուսաշող?, fino al 1978 Karakhach) è un comune dell'Armenia di 624 abitanti (2008) della provincia di Ararat.